# Jean Lavaur
Pour les articles homonymes, voir Lavaur.
Jean Lavaur est un auteur dramatique et chansonnier de la fin du XIXe siècle et du début du XXe.

## Biographie
On lui doit des chansons sur des paroles, entre autres, de Jean Rochon et de Trébla, ainsi que des pièces de théâtre.

## Œuvres
- 1897 : Lâcher tout
- 1898 : Bonheur bruyant
- 1899 : Le Matador des matadors !
- 1900 : Lafiloche, fantaisie militaire en un acte, Théâtre de l'Eldorado, Paris, 17 mars
- 1900 : La Barque en péril, drame en un acte, avec Jean Rochon, Théâtre du Bataclan, 12 octobre
- 1900 : Cornarville, pièce en un acte, avec Trébal, Théâtre du Bataclan, 16 novembre
- 1902 : La Légionnaire !
- 1908 : La Fête de vingt ans
- 1908 : Noël douloureux